# Neville McNamara
Sir Neville Patrick McNamara KBE AO AFC AE (Toogoolawah, 17 de Abril de 1923 – Jervis Bay, 7 de Maio de 2014) foi um militar e piloto da Real Força Aérea Australiana (RAAF). Foi Chefe do Estado-maior da força aérea, a mais alta posição da RAAF, entre 1979 e 1982, e Chefe do Estado-maior das Forças Armadas da Austrália, entre 1982 e 1984. Foi o segundo militar da RAAF a atingir a patente de Air Chief Marshal (General OF-9).
Natural em Queensland, McNamara ingressou na RAAF durante a Segunda Guerra Mundial e combateu no Sudoeste do Pacífico, pilotando aviões P-40 Kittyhawk. Também foi piloto em missões de combate com o Gloster Meteor durante a Guerra da Coreia. Em 1961 foi condecorado com a Cruz da Força Aérea pela sua liderança da Unidade de Conversão Operacional N.º 2. Posteriormente, adquiriu ainda mais experiência operacional ao comandar o destacamento da RAAF em Ubon, na Tailândia, no final dos anos 60. Promovido a Comodoro do Ar, McNamara foi comandante das forças australianas no Vietname, serviço pelo qual foi elevado a Comandante da Ordem do Império Britânico. Como Vice-chefe do Estado-maior em 1976, foi nomeado Oficial da Ordem da Austrália. Elevado a Cavaleiro da Ordem do Império Britânico enquanto servia como Chefe do Estado-maior em 1980, retirou-se das forças armadas em 1984.

## Juventude e Segunda Guerra Mundial
Neville Patrick McNamara nasceu no dia 17 de Abril de 1923 em Toogoolawah, Queensland. Foi educado na Escola Estatal de Toogoolawah e pelos Christian Brothers em Warwick e no St. Joseph's College. A 12 de Outubro de 1941 alistou-se na Real Força Aérea Australiana. Depois de receber instrução, graduou-se como sargento piloto no dia 15 de Outubro de 1942. Serviu como instrutor antes de ser enviado para o teatro de guerra do Sudoeste do Pacífico como piloto de caças no Esquadrão N.º 75, pilotando aviões P-40 Kittyhawk. Em 1944, subiu para a categoria de oficiais.

## Pós-guerra

### Ascensão ao alto comando
Depois da guerra, McNamara foi colocado no quartel-general do Comando da Área Nordeste a desempenhar funções de controlador de tráfego aéreo.Durante 1947, ficou estacionado em Bofu, no Japão, com o Esquadrão N.º 82, como parte da Força de Ocupação da Comunidade Britânica. No dia 27 de Maio de 1950, casou-se com Dorothy Miller; o casal teve duas filhas. Entre 1951 e 1953 serviu como instrutor na Escola de Voo Central em East Sale, Vitória. Promovido a Líder de Esquadrão, prestou serviço operacional durante a Guerra da Coreia como Oficial Executivo do Esquadrão N.º 77, pilotando aviões a jacto Gloster Meteor.Inicialmente destacada para o conflito como uma unidade de combate aéreo, por esta altura o papel do Esquadrão N.º 77 havia mudado para ataque terrestre, usando os canhões dos Meteor e os novos mísseis incorporados no armamento do avião. McNamara assumiu durante um breve período o comando do esquadrão, entre Novembro de Dezembro, uma altura na qual houve uma grande rotatividade de comandantes de esquadrão.

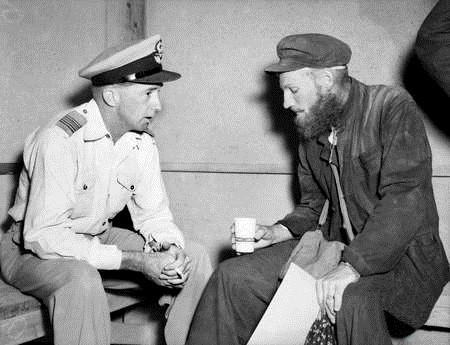
O Líder de Esquadrão McNamara (à esquerda) como Oficial Executivo do Esquadrão N.º 77, a falar com o Tenente de voo John "Butch" Hannan, depois de este ser libertado de um campo de prisioneiros de guerra na Coreia do Norte, em Setembro de 1953

Regressando à Austrália em 1954, McNamara foi colocado no quartel-general do Comando de Treino como oficial do treino de pilotagem. De 1955 até 1957 serviu como oficial nas operações de combate aéreo do Departamento do Ar, antes de ser nomeado comandante do Esquadrão N.º 25. Promovido a Wing Commander, foi nomeado comandante da Unidade de Conversão Operacional N.º 2 em 1959, na Base aérea de Williamtown, em Nova Gales do Sul. A unidade de conversão era responsável pelo treino de pilotos para o CAC Sabre, um caça a jacto, que era operado pelo Esquadrão N.º 3, Esquadrão N.º 75 e Esquadrão N.º 77. A sua prestação de serviço como comandante valeu-lhe a Cruz da Força Aérea em 1961.
Em 1961 McNamara foi transferido para a Inglaterra para prestar serviço no quartel-general da RAAF no ultramar, em Londres, e em 1964 foi nomeado Director de Pessoal (oficiais) no Departamento do Ar. Recebeu o Prémio de Eficiência Aérea em 1965, e no ano seguinte assumiu o comando da Base aérea de Ubon, na Tailândia. Operando sob os termos do Organização do Tratado do Sudeste Asiático durante os primeiros anos da Guerra do Vietname, o contingente australiano incluía o Esquadrão N.º 79, que operava aviões de combate CAC Sabre equipados com mísseis Sidewinder. Embora estivessem apenas a 50 quilómetros da fronteira de Laos e ocasionalmente fossem chamados para interceptar caças norte-vietnamitas, os Sabre nunca viram acção, em contraste com os seus homólogos da Força Aérea dos Estados Unidos que também estavam presentes em Ubon. Embora o seu papel militar fosse limitado, a presença da RAAF na região foi considerada valiosa. Depois de completar o seu serviço na Tailândia, McNamara serviu na Base aérea de Richmond, em Nova Gales do Sul, até 1968, antes de ser nomeado director general da organização, no Departamento do Ar.

### Comandante da RAAF e das forças armadas
Promovido a Comodoro do Ar, em Abril de 1971, McNamara serviu como o último comandante das forças da RAAF no Vietname e vice-chefe das forças australianas do Vietname. Acreditando que a força aérea havia sido hipócrita com as responsabilidades operacionais que tinha para com o exército durante os anos 50 e 60, ele fez questão de se familiarizar com a natureza das operações ar-terra ao acompanhar os helicópteros do Esquadrão N.º 9 em missões de apoio ao Exército Australiano na província de Phước Tuy. Depois de lhe ser dada a responsabilidade de supervisionar a retirada da RAAF do Vietname, em 1972, McNamara foi louvado pelos "conselhos inteligentes e pacientes, devoção ao dever e controle firme", o que lhe valeu a nomeação de Comandante da Ordem do Império Britânico em Setembro do mesmo ano. Em 1973, foi colocado nos Estados Unidos como adido em Washington, D.C. Promovido a Vice Marechal do Ar, regressou à Austrália em 1975 e assumiu a posição de Vice-chefe do Estado-maior da força aérea, a qual ele mais tarde descreveu como sendo "uma experiência de aprendizagem valiosa para o posto mais alto". No dia 7 de Junho de 1976 foi nomeado Oficial da Ordem da Austrália pelo seu "serviço distinto e posições responsáveis".

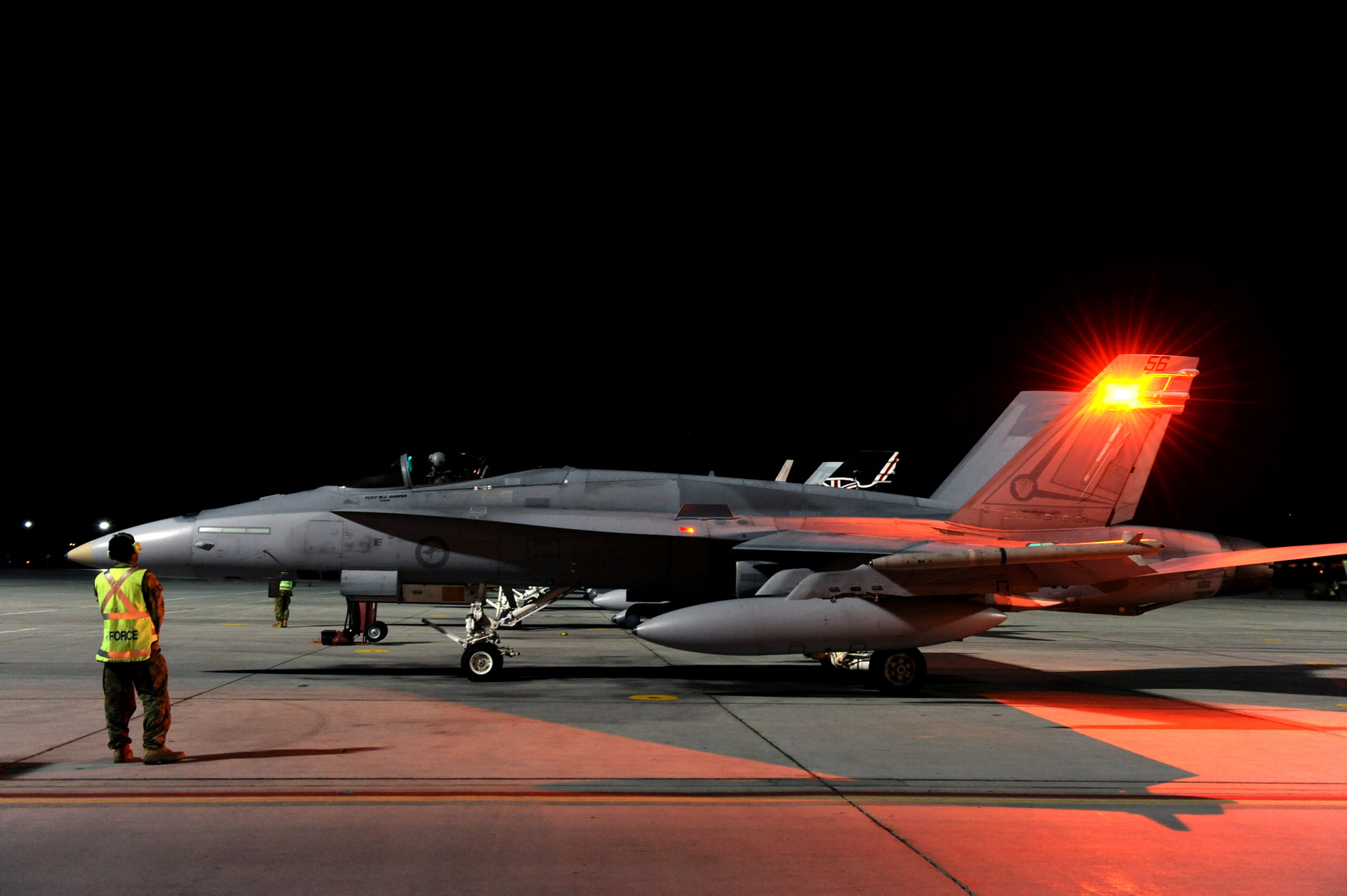
Um F/A-18 Hornet da RAAF, o caça multiusos seleccionado durante o mandato de McNamara entre 1979 - 1982

McNamara foi promovido a Marechal do Ar e tornou-se Chefe do Estado-maior em Março de 1979. Ele sucedeu o Marechal do Ar Sir James Rowland, que havia sido o primeiro Chefe do Estado-maior a comandar pessoal a RAAF no sentido legal, depois de ser abolido o Quadro Aéreo em 1976. Antes disto, a posição de Chefe do Estado-maior era o equivalente à de um presidente de uma quadro, "o primeiro entre iguais" relativamente aos outros membros do Quadro Aéreo. Sob este esquema, McNamara considerava que alguns comandantes de áreas de comando agiam como se fossem "senhores da guerra na sua região" que consideravam que o papel de Chefe do Estado-maior apenas existia para tratar dos políticos e da papelada, enquanto eles (os comandantes) tratavam do verdadeiro papel da força aérea. Como Chefe do Estado-maior, McNamara pôs em marcha o desenvolvimento de novas estratégias para defesa aérea da Austrália, lembrando mais tarde que "a capacidade deve ser igualada com ideias". Ele também supervisionou o processo de selecção que escolheu o F/A-18 Hornet para substituir os caças Mirage III. McNamara tinha preferências pelo F/A-18 Hornet devido ao seu carácter multiusos. Elevado a Cavaleiro Comandante da Ordem do Império Britânico no dia 31 de Dezembro de 1980, foi o último Chefe do Estado-maior a receber o grau de Cavaleiro antes de a Austrália abandonar o sistema de honras imperiais.
Em 1982, McNamara tornou-se no primeiro membro da força aérea a comandar directamente os três ramos armados da Austrália, como Chefe do Estado-maior das Forças Armadas da Austrália. Tornou-se também no segundo oficial da RAAF a subir até ao posto de Air Chief Marshal.
Como comandante das forças armadas, McNamara trabalhou no sentido de estreitar as relações entre a componente militar do Departamento de Defesa e a componente civil. Ele procurou alcançar esta meta ao respeitar os trabalhadores civis do departamento. Ao mesmo tempo, manteve a necessidade de haver uma fácil distinção entre o pessoal militar e civil, e reverteu a tendência de o pessoal das forças armadas terem uma farda "para os escritórios" e um uniforme apenas para "estar na parada", algo que era da preferência do Secretário da Defesa Arthur Tange. As componentes militares e civis do departamento ainda se enfrentaram na questão de ampliar o papel do Chefe do Estado-maior das forças armadas para conseguir um planeamento de defesa mais coerente. Pouco tempo depois de McNamara ter terminado o seu mandato, em 1984, a posição foi re-designada para Chefe da Força de Defesa, para reflectir de forma mais clara a autoridade do posto sobre os serviços armados australianos.

## Reforma
McNamara retirou-se das forças armadas em Abril de 1984. Foi condecorado com a Medalha Centenária no dia 1 de Janeiro de 2001 pelo seu serviço à sociedade australiana através da Real Força Aérea Australiana. Neste mesmo ano, ele juntou-se às celebrações em Point Cook, Vitória, que marcavam o 80º aniversário da fundação da RAAF. McNamara publicou a sua auto-biografia em 2005, intitulada The Quiet Man. Faleceu em Jervis Bay, Nova Gales do Sul, no dia 7 de Maio de 2014, deixando vivos a sua esposa e duas filhas.